# 磯部愉一郎
磯部 愉一郎（いそべ ゆいちろう、1881年11月11日 - 1970年5月20日）は、日本の経営者。関東電化工業株式会社の創業発起人及び代表取締役専務、旭電化工業株式会社の専務取締役及び代表取締役、花王油脂株式会社の取締役社長及び会長を務めた人物。
また、早稲田大学の「早稲田大学百年史」の歴代箇所長一覧に代表取締役と早稲田大学の「早稲田二十日会」の副会長を務めていた。「早稲田二十日会」は、二十日会の第3代会長の佐々木省三によると、実業界で活躍していた日本化薬の原安三郎と日本工業倶楽部常任理事の中村元督らが話し合った結果、早稲田の卒業生で実業界に籍をおく者たちに呼びかけ「二十日会」をつくり、毎月二十日に日本工業倶楽部で会合を開き、勉強会を開くとともに大いに親睦を旨とすることにしたとの記述がある。

## 財閥の重工業進出に貢献した人物
日本産業経済新聞 1943年（昭和18年）5月22日-6月4日によると、財閥の重工業進出 (1〜11)機構と首脳者の中で、古河のかかる鉱工業への進出では如何なる機構と経営首脳者によって運営されているかという点において次の記述がある。『旭電化工業の磯部愉一郎氏等あり単に古河財閥の重要人材たるに留まらず日本鉱業界の推進になくてはならぬ人々である』

## 経歴
岡山県浅口郡富田村（現・倉敷市）出身。1907年、早稲田大学卒業。
1937年、当時旭電化工業株式会社の専務取締役であった磯部は、商工省より金属マグネシウムの増産要請を受けたとされている。
1938年、関東電化工業株式会社の創立に関わり、創業時の代表取締役専務を務めていることが関東電化工業60年史に記録されている。
1942年、旭電化工業株式会社の社長に就任
1951年、花王油脂株式会社（現 花王石鹸株式会社）の取締役社長に就任
1954年、花王石鹸と花王油脂の合併新社名である花王石鹸株式会社の会長に就任。
1958年、花王石鹸株式会社の会長を退任。
1970年、花王石鹸株式会社の相談役であったが亡くなったと記録されている。

## 寄稿及び登場文集
タイトル「わが國金属マグネシウム工業の回顧」、寄稿者「磯部 愉一郎」は、当時花王油脂株式会社取締役社長の立場で寄稿している。
現在の早稲田大学に通学したと記録されている。また、卒業後には早稲田大学の校友会の運営にも携わっていたと記録されている。早稲田大学の『早稲田学報」早稲田大学校友会, 715号, 1961年10月 天野為之先生生誕百年記念では、阿部賢一、三浦鎮太郎、磯部愉一郎、原安三郎、浅川榮次郎による座談会が開かれたと記載されている。
佐々木聡（著）「日本の企業家9 丸田芳郎：たゆまざる革新を貫いた第二の創業者」（2017年）において、A.D.チャンドラー教授の研究をはじめ多くの経営史研究の大規模企業への長期的な発展過程の一例として、「花王初の専門経営者型社長」に創業者の家族企業から専門経営者を中心に据えた経営への移行による発展が見られたとして丸田芳郎を挙げている。それ以前の社長として旭電化社長から花王油脂の社長になった磯部愉一郎として記載されている。

## 関東電化創立時の名称提案
関東電化工業六十年史によると会社名称について以下の様に記載されている。
『新会社の名称については「工場の敷地が関東であり、事業が電気化学であるから、関東と電化を結びつけて関東電化としたらいかがか」という磯部の提案に誰も異存を唱えるものはなく、すんなりと「関東電化工業」に決定したのだった』

## 早稲田大学との関わり
早稲田大学百年史によると、以下の役割を歴任していた。
別巻II/歴代箇所長一覧 代表取締役 磯部愉一郎 昭三二・一―昭三八・一二（1957-1963年）
別巻II/第二編 第三章 学苑校友会常任幹事 磯部愉一郎の祝辞
別巻II/第五編 第一章 昭和十二年、代表取締役 磯部愉一郎
別巻II/第五編 第二章 校友会 磯部愉一郎が昭和六年から昭和十二年まで常任理事（1931-1937年）、校友会の再興に向けて 商科系の幹事19人の一人
第三巻/第七編 第三章 大隈銅像建設次第、磯部愉一郎校友会常任幹事
第五巻/第十一編 第十八章 学苑の運営に貢献した磯部愉一郎として、『校友物故者の中には、旭電化工業株式会社や花王石鹼株式会社の社長および会長など日本の油脂化学工業界の指導的存在であった一方、昭和十一年から逝去するまで三十五年間に亘って維持員・評議員・理事として学苑の運営に貢献した磯部愉一郎（明四〇大商、五月没）がいる』と記載されている。
第五巻/第十編 第三章 理事 磯部愉一郎 就任記録
第五巻/第十編 第八章 委員 磯部愉一郎 昭和三十七年の創立八十周年に向けて記念事業計画策定が、昭和三十四年十一月、左の委員より成る創立八十周年記念事業委員会の設置
第五巻/第十編 第十二章 学外委員 磯部愉一郎
第四巻/第九編 第四章 復興会 総長も提案理由説明の中で、原安三郎、磯部愉一郎両復興会副会長以下関係者に深甚の謝辞を呈したと記されている。
第四巻/第八編 第五章 戦災直後、中野総長が学苑の罹災状況を伝えた大隈信常宛書簡には、学園関係者中に、磯部愉一郎等の諸氏何れも在宅全焼、其他教職員の罹災者五十余名（四月以降百余名）に上ったことが記されている。
第四巻/第八編 第八章 総長選挙 十七日には小汀評議員、磯部愉一郎理事、吉村正政治経済学部教授の三名が平泉まで足を運んだと記されている。